# Pseudolasius bufonus
Pseudolasius bufonus är en myrart som beskrevs av Wheeler 1922. Pseudolasius bufonus ingår i släktet Pseudolasius och familjen myror. Inga underarter finns listade i Catalogue of Life.